# Montivipera xanthina
Vipera xanthina là một loài rắn trong họ Rắn lục. Loài này được Gray mô tả khoa học đầu tiên năm 1849.
Loài này được tìm thấy ở đông bắc Hy Lạp và Thổ Nhĩ Kỳ, cũng như một số hòn đảo ở Biển Aegea. Hiện không có phân loài nào được công nhận. 

## Mô tả
Mặt lưng, nó có màu xám hoặc trắng với một sọc zig-zag màu đen. Vảy lưng sừng dày.
Loài này thường phát triển đến tổng chiều dài (thân + đuôi) 70–95 cm, nhưng đạt đến tổng chiều dài tối đa là 130 cm trên một số hòn đảo của Hy Lạp ở Biển Aegea.

## Hình ảnh

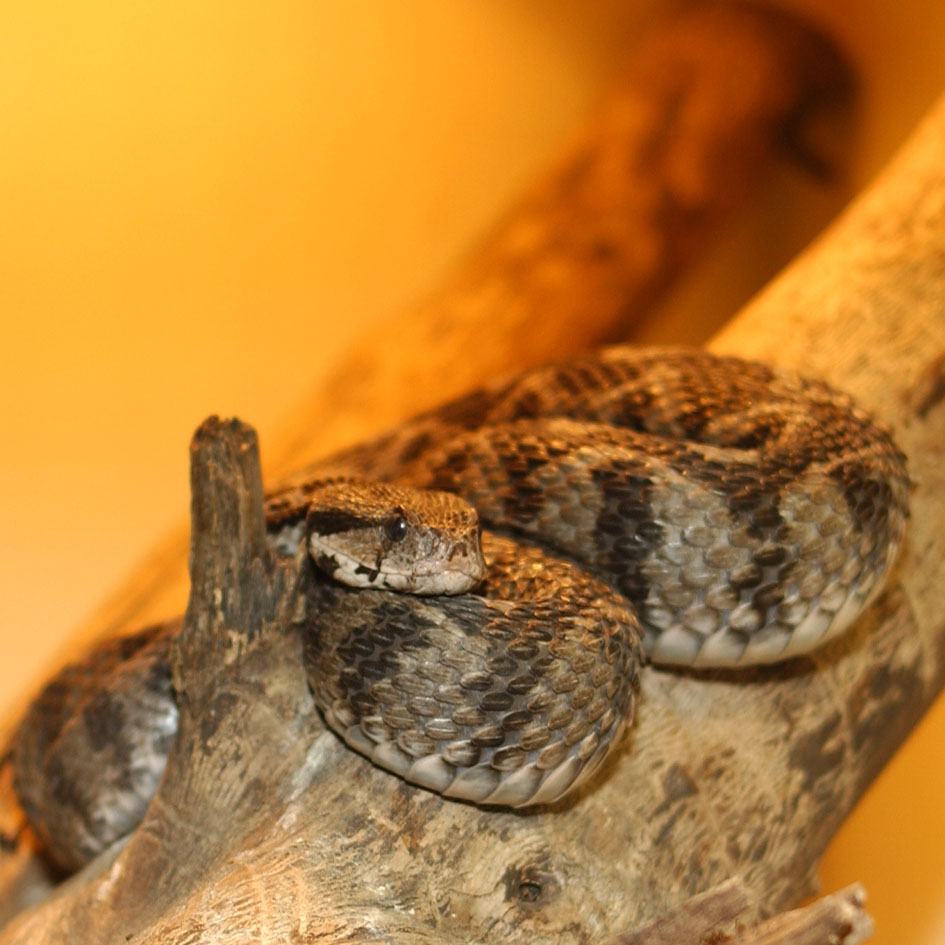
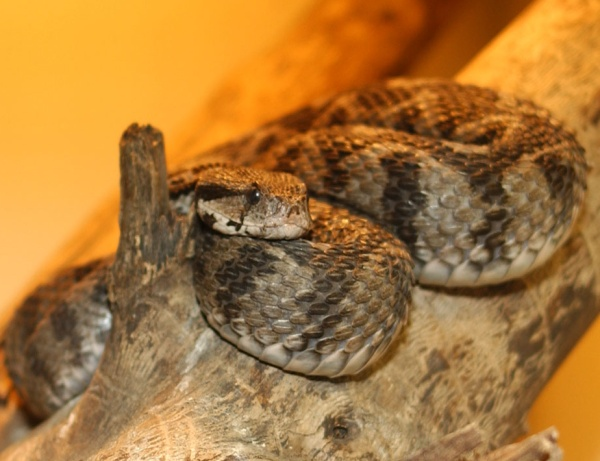
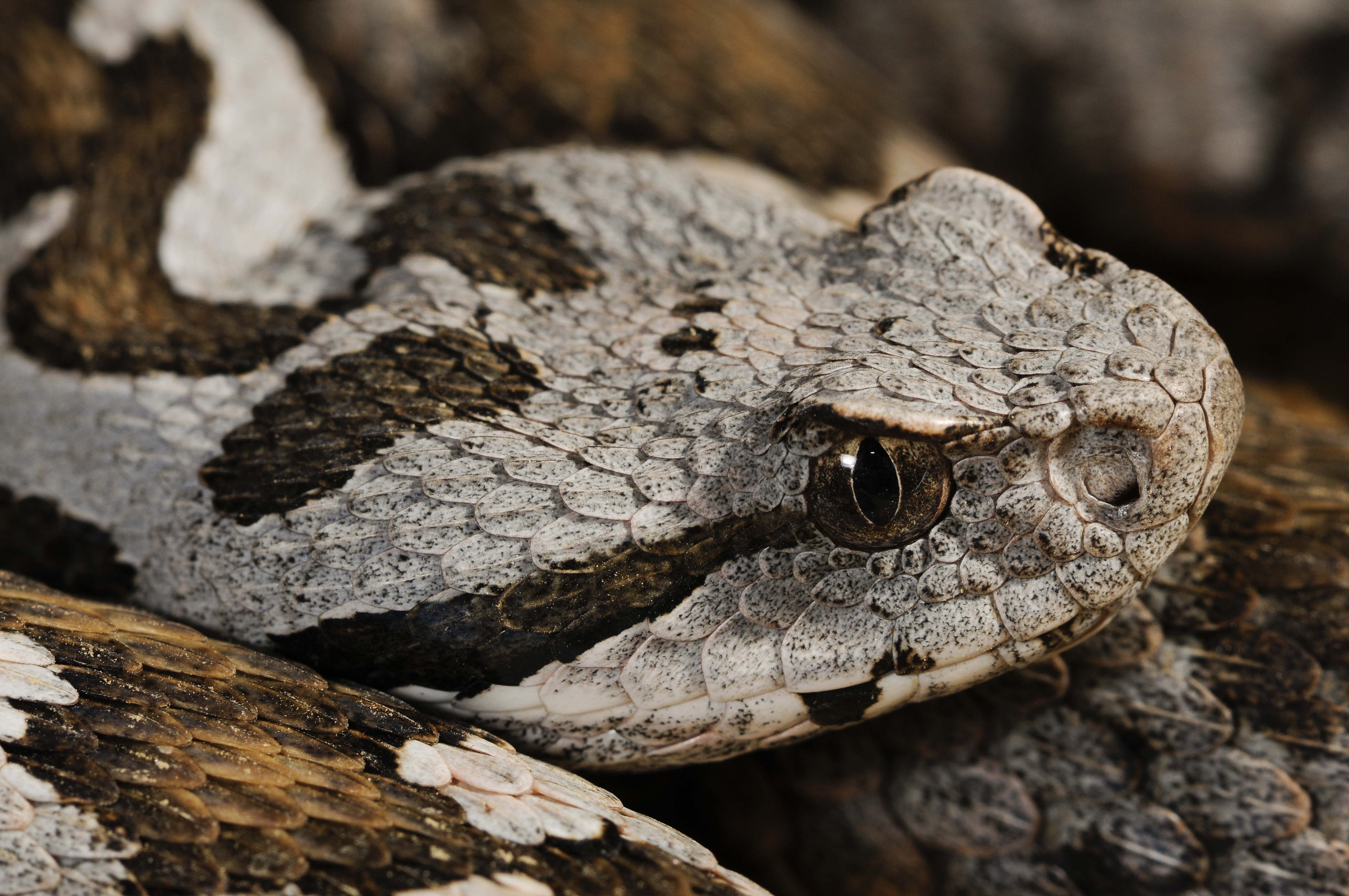
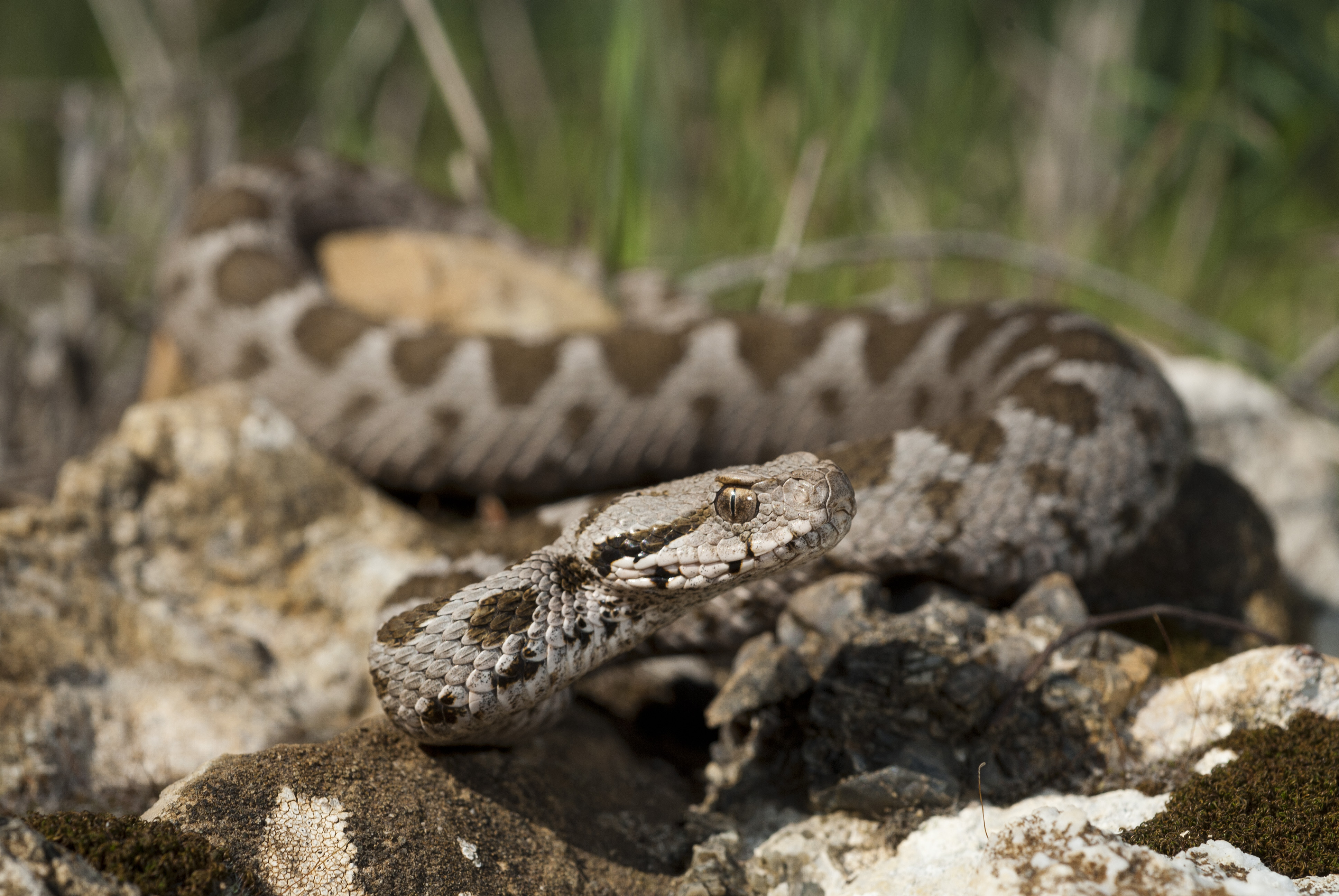